# Gutierre Rodríguez de Castro
Gutierre Rodríguez de Castro también conocido como Gutierre Ruiz de Castro (m. ca. 1195), fue un ricohombre castellano, hijo de Rodrigo Fernández de Castro el Calvo y de su esposa Eylo Álvarez, hija de Alvar Fañez y de la condesa Mayor Pérez, hija, a su vez, del conde Pedro Ansúrez. 

## Esbozo biográfico
Alfonso VII de León había encomendado la tutela de su hijo Sancho, el futuro rey Sancho III de Castilla a Gutierre Fernández de Castro, tío paterno de Gutierre Rodríguez de Castro. Fue durante la crisis de la regencia, ejercida por Manrique Pérez de Lara, que en 1165 los hermanos Castro, Fernando, Pedro, Álvaro y Gutierre abandonaron Castilla,  por las discrepancias con los miembros de la Casa de Lara, y se refugiaron en el reino de León para servir al rey Fernando II donde los cuatro hermanos obtuvieron importantes cargos y mercedes.   Ahí figura entre 1180 y 1186 gobernando varias tenencias durante diferentes periodos. La primera fue en 1180 en Benavente, después en 1182 varias plazas en Galicia, incluyendo Sarria, las tierras gallegas de Toroño y las de Lemos y Montenegro, así como la de Villalpando en Zamora, Asturias y Extremadura. Entre 1186 y 1190 se registra su presencia en Castilla en la curia regia de Alfonso VIII según consta en varios diplomas regios.
Aparece confirmando muchos documentos en la corte así como en donaciones y otros actos familiares.  En 1153, cuando su madre Eylo y su segundo esposo, el conde Ramiro Froilaz, hicieron una donación al monasterio de Retuerta, confirmaron los hermanos Castro.  En 1165, él y su hermano Pedro, con el consentimiento de los otros hermanos, Fernando y Álvaro y Sancha, hicieron una donación al mismo monasterio de la heredad que compartían en «Villam Novam» en el valle de Esgueva. Un 29 de mayo, entre 1188 y 1218, Gutierre con su esposa Elvira y cuatro de sus cinco hijos, Fernando, García, Pedro y Sancha, más los hijos de Elvira de su primer matrimonio, donaron a la Orden de San Juan de Jerusalén, el monasterio de San Félix de Incio con todas sus heredades.  En marzo de 1181, la condesa Sancha Fernández de Traba, hermana de Teresa Fernández de Traba, con dos de sus hijos, Rodrigo Álvarez de Sarria y Vermudo Álvarez, donó a Gutierre, a su esposa Elvira, y a su hijo Álvaro, una heredad en tierra de Lemos. Una de sus últimas apariciones fue en el monasterio de Retuerta cuando en 1195 actúa junto con sus sobrinos Fernando y Eylo Álvarez, hijos de su hermana Sancha Rodríguez y de su esposo Álvaro Rodríguez de Guzmán.

## Matrimonio y descendencia

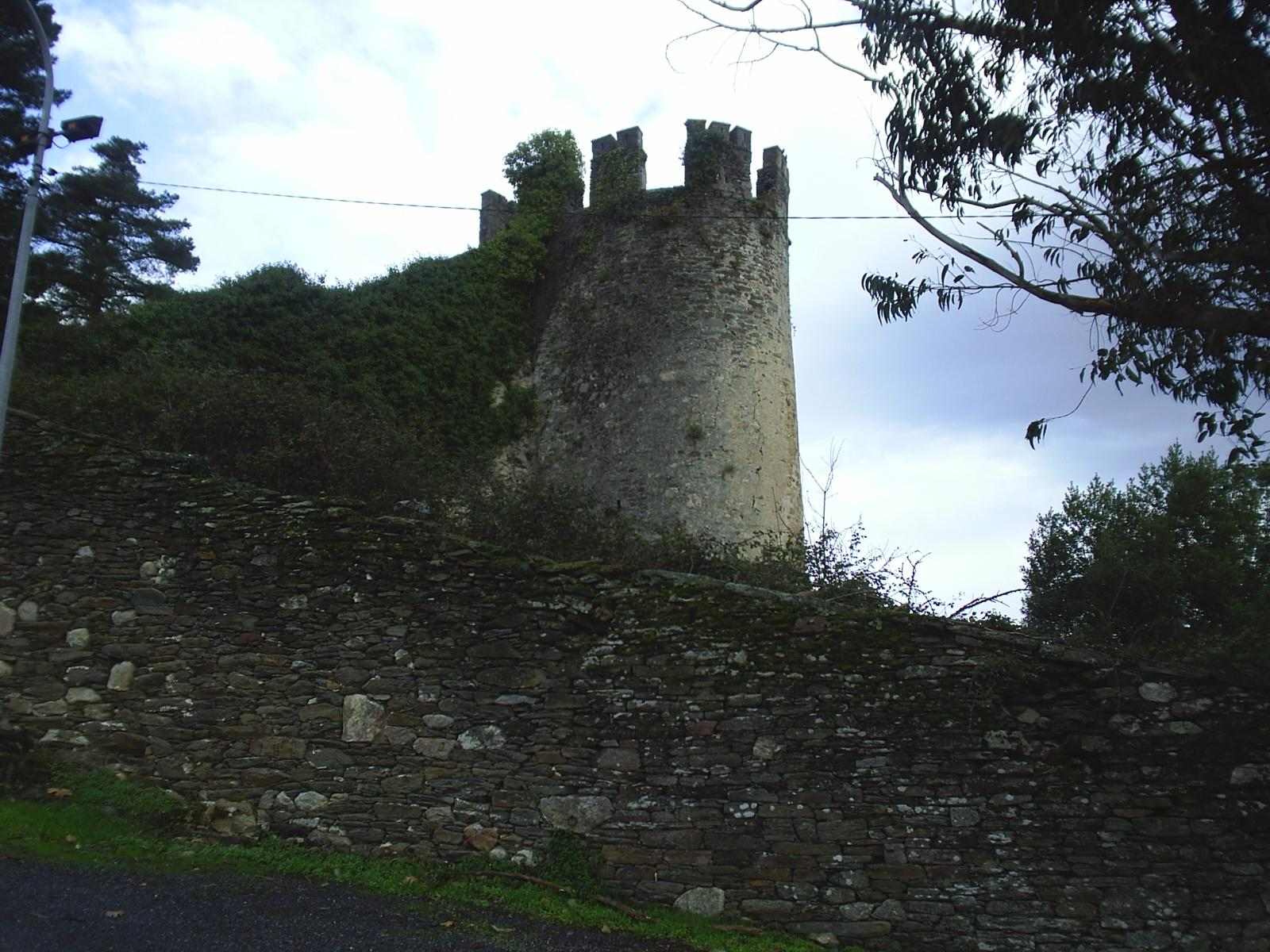
Castillo de Sarria

Contrajo matrimonio entre el 18 de septiembre de 1172 y el 12 de julio del año siguiente con Elvira Osorio (m. después de 1184)  hija del conde Osorio Martínez y de Teresa Fernández de Villalobos, y viuda del magnate gallego Nuño Fernández de quien había tenido dos hijos: Munio y Urraca Núñez.  En su testamento, Elvira pidió ser enterrada en la capilla del monasterio de Sahagún donde descansaba su abuela materna, la condesa Elvira Alfónsez hija del rey Alfonso VI de León y su amante Jimena Muñoz.  Gutierre y Elvira fueron padres de:
- Fernando Gutiérrez de Castro (m. ca. de 1230) casado con Milia Íñiguez de Mendoza, fue alférez real y mayordomo mayor. Al principio gobernó varias villas en Tierra de Campos y después ocupó las tenencias ejercidas por su padre en Galicia.  De este matrimonio viene la rama gallega de este importante linaje de los Castro. Uno de sus hijos fue Esteban Fernández de Castro.[16][17]
- García Gutiérrez de Castro[16][14]
- Pedro Gutiérrez de Castro (m. después de 1218), mayordomo del rey de Aragón, tenente del castillo de Algoso y de Castrotorafe, y después, a partir de 1213, mayordomo mayor del rey leonés;[16][14]
- Álvaro Gutiérrez de Castro (m. ca. 1213), mayordomo mayor del rey de León en 1211 y tenente de las plazas Aliste, Castrotorafe, e Villafáfila, aparece por última vez en la documentación medieval el 8 de julio de 1213;[16]
- Sancha Gutiérrez de Castro[14] (m. después de 1220), esposa de Suero Téllez de Meneses, hijo de Tello Pérez de Meneses y de su esposa Gontrodo García. De este matrimonio vienen los Téllez de Meneses de Toledo